# خسروآباد (خانمیرزا)
خسروآباد، روستایی در دهستان جوانمردی بخش مرکزی شهرستان خانمیرزا در استان چهارمحال و بختیاری ایران است.

## جمعیت
بر پایه سرشماری عمومی نفوس و مسکن در سال ۱۳۹۵، جمعیت این روستا برابر با ۲۷۴ نفر (۷۸ خانوار) بوده‌است.